# D905 (Aube)
De D905 is een departementale weg in het Franse departement Aube met een lengte van ongeveer twee kilometer. De weg loopt van de westelijke grens met Yonne naar de oostelijke grens met Yonne. In het westen loopt de weg verder als D905 naar Sens en Parijs. In het oosten loopt de weg als D905 verder naar Dijon.

## Geschiedenis
Tot 1978 was de D905 onderdeel van de N5. In dat jaar werd de weg overgedragen aan het departement Yonne, omdat de weg geen belang meer had voor het doorgaande verkeer vanwege de parallelle autosnelweg A6. De weg is toen omgenummerd tot D905.